# Metapioplasta simo
Metapioplasta simo är en fjärilsart som beskrevs av Hans Daniel Johan Wallengren 1860. Metapioplasta simo ingår i släktet Metapioplasta och familjen nattflyn. Inga underarter finns listade i Catalogue of Life.